# Denarius
Denaren (denarius. plur. denarii) fungerede som hovedsølvmønt i det romerske rige.
Denaren blev første gang slået omkring 211 f.Kr. under republikken. Den bar værdiangivelsen X, idet en denar svarede til 10 as. Med tiden blev aes grave lettere, hvorfor forholdet mellem denar og as ændredes til 1:16 omkring 133 f.Kr. Værdibetegnelsen XVI optrådte herefter på mønterne.
Også denarens vægt og lødighed justeredes. Under Nero (54-68 e.Kr.) nedsattes sølvindholdet fra 950 promille til 820 promille.
Under Septimius Severus (193-211 e.Kr.) faldt sølvindholdet til kun 500 promille, hvormed denaren reelt mistede sin betydning.
Ændringerne viser, at kejserne havde fuld kontrol med møntudstedningen og kunne drage fordel af, at et reduceret ædelmetalindhold øgede beholdningen. Den sidste denar prægedes ca. 240 e.Kr.